# بوغدان فينتيلا
بوغدان فينتيلا (بالرومانية: Bogdan Vintilă)‏ هو مدرب كرة قدم ولاعب كرة قدم روماني في مركز حراسة المرمى، ولد في 27 فبراير 1972 في بوخارست في رومانيا. شارك مع منتخب رومانيا تحت 21 سنة لكرة القدم ومنتخب رومانيا لكرة القدم. أما مع النوادي، فقد لعب مع بورصة سبور ورابيد بوخارست وستيوا بوخارست وكونكورديا كياجنا.

## وصلات خارجية
- بوغدان فينتيلا على موقع اتحاد تركيا (لاعب) (الإنجليزية)
- بوغدان فينتيلا على موقع قاعدة بيانات كرة القدم.إي يو (الإنجليزية)
- بوغدان فينتيلا على موقع ناشيونال فوتبول تيمز (الإنجليزية)
- بوغدان فينتيلا على موقع Soccerway.com (الإنجليزية)
- بوغدان فينتيلا على موقع عالم كرة القدم.نت (الإنجليزية)